# 克里森 (堪薩斯州)
克里森（英語：Cresson）是位於美國堪薩斯州魯克斯縣的一個鬼鎮。

## 地理
克里森所處的海拔為高於海平面681米（即2234英呎），而該地所採用的時區為UTC-6，即北美中部時區（CST）。同時該地設有夏令時間，為UTC-6調快一小時，即UTC-5（CDT）。